# Linus (satelit)
Linus, demunire formală (22) Kalliope I Linus este un satelit de asteroid care orbitează în jurul asteroidului mare de tip M 22 Kalliope. A fost descoperit pe 29 august 2001 de astronomii Jean-Luc Margot și Michael E. Brown cu telescopul Keck, în Hawaii. O altă echipă a detectat de asemenea satelitul cu telescopul Canada-Franța-Hawaii pe 2 septembrie 2001. Ambele telescoape sunt pe Mauna Kea. A primit denumirea provizorie S/2001 (22) 1, până când a fost numit. Propunerea de denumire a apărut în documentul de descoperire și a fost aprobată de Uniunea Astronomică Internațională în iulie 2003. Deși propunerea de denumire se referea la mitologicul Linus, fiul muzei Calliope și inventatorul melodiei și al ritmului, numele a fost menit să-l onoreze și pe Linus Torvalds, inventatorul nucleului sistemului de operare Linux, și pe Linus van Pelt, un personaj din banda desenată Peanuts.
Cu un diametru de 28 ± 2 km, Linus este foarte mare în comparație cu majoritatea sateliților de asteroizi și ar fi un asteroid considerabil în sine. Singurii sateliți mai mari cunoscuți din centura principală sunt componentele mai mici ale asteroizilor dubli 617 Patroclus și 90 Antiope.
S-a estimat că orbita lui Linus precesează într-un ritm destul de rapid, făcând un ciclu în câțiva ani. Acest lucru este atribuit în primul rând formei nesferice a lui Kalliope. Luminozitatea lui Linus a variat considerabil între observații, ceea ce poate indica faptul că forma sa este alungită.
Linus s-ar putea să se fi format din resturile de impact de la o coliziune cu Kalliope sau un fragment capturat după distrugerea unui asteroid părinte (un proto-Kalliope).